# محمد ابراهیم ملکزاده
محمّد ابراهیم ملک‌زاده (زاده ۱۳۴۸ ولسوالی تیوره - ولایت غور - درگذشتهٔ: ۱۶ دلو (بهمن) ۱۳۹۷) سیاستمدار افغانستان و نماینده مردم ولایت غور در دوره‌های پانزدهم و شانزدهم مجلس نمایندگان بود. وی در مجلس شانزدهم نمایندگان افغانستان عضو کمیسیون امور داخلی بود.

## زندگی
محمّد ابراهیم ملکزاده زاده ۱۳۴۸ از ولسوالی تیوره ولایت غور بود. تحصیلات خود را تا مقطع فارغ‌التحصیلی ۱۲ پاس و همچنین طب متوسطه از مؤسسه ای ام سی در کویته پاکستان به پایان رساند و در دوره جنگ در جبهه حزب جمعیت اسلامی و در بخش طبابت مشغول به فعالیت بود.

## انتخابات مجلس نمایندگان ۱۳۹۷
محمّد ابراهیم ملک‌زاده یکی از نامزدهای انتخابات مجلس نمایندگان ۱۳۹۷ از حوزه ولایت غور بود. وی در نتایج ابتدایی این حوزه توانسته بود ۱۸٫۴۴۸ رای، که بالاتر از دیگر نامزدها می‌شد را کسب کند.

## درگذشت
محمد ابراهیم ملک‌زاده در ۱۶ دلو (بهمن) ۱۳۹۷ درگذشت. برخی از صفحات مجازی علت مرگ وی را گازگرفتگی عنوان کرده‌است.

## دیگر فعالیت‌ها
دیگر فعالیت‌های ایشان:
- والی غور (۱۳۸۱–۱۳۸۳).
- مشاور امنیتی وزارت داخله.